# Anja Günther
Anja Günther (* 5. September 1983 in Berlin) ist eine deutsche Beachvolleyball- und Volleyballspielerin.

## Sportliche Karriere Halle
1994 begann Anja Günther mit dem Hallenvolleyball. Ihren ersten Erfolg erzielte sie 2003 beim Köpenicker SC mit dem Aufstieg in die zweite Bundesliga. Zwei Jahre später folgte der Aufstieg in die erste Bundesliga. Die Mittelblockerin stand sowohl beim Auftaktspiel gegen den Dresdner SC in der Startformation als auch beim ersten Sieg gegen den 1. VC Wiesbaden, der schon einen Schritt in Richtung Klassenerhalt bedeutete. Die Saison 2005/06 war gleichzeitig die letzte Saison für Anja Günther beim KSC.

## Sportliche Karriere Beach
2000 startete die gebürtige Berlinerin parallel zur Halle ihre Karriere im Beachvolleyball. 2003 wurde sie gemeinsam mit Sara Goller bei der U23-Europameisterschaft in Polen Neunte. Bei der U21-Weltmeisterschaft in Frankreich erreichten die beiden den fünften Platz. Mit der gleichen Platzierung bei der deutschen Meisterschaft am Timmendorfer Strand endete die Partnerschaft der beiden jungen Spielerinnen. Nach einer Saison mit ihrer neuen Partnerin Silke Kerl trat Anja Günther ab 2005 mit Jana Köhler an. Bei der U23-Europameisterschaft, die wiederum in Polen stattfand, bezwangen die ehemaligen Spielerinnen des Köpenicker SC im deutschen Finale das favorisierte Duo Goller/Ludwig. In der nächsten Saison gelangen Günther/Köhler Siege bei den deutschen Masters-Turnieren in Essen und Köln sowie je ein zweiter Platz in München und St. Peter Ording. Bei der deutschen Meisterschaft 2006 belegten Günther/Köhler den neunten Platz. Dies war gleichzeitig das letzte gemeinsame Turnier der beiden Berlinerinnen. Im Oktober 2007 begann für Günther die Zusammenarbeit mit Geeske Banck. Beim ersten Start gab es einen neunten Platz bei der FIVB World Tour in Phuket. Fast genau ein Jahr später erreichten die beiden Deutschen wiederum in Phuket mit dem dritten Rang ihre bisher beste Platzierung bei der World Tour. Weitere vordere Platzierungen gelangen 2008 mit dem Erreichen des Finales beim CEV-Masters in Den Haag und dem fünften Platz beim FIVB-Turnier in Dubai. Ihre beste Platzierung bei den deutschen Meisterschaften erreichten Anja Günther und Geeske Banck 2009, als sie im Halbfinale die Favoriten Goller/Ludwig besiegen konnten und erst im Finale von Katrin Holtwick und Ilka Semmler bezwungen wurden. 2010 gelang Banck/Günther ein siebter Platz bei den Shanghai Open. Im Juli 2011 trennten sie sich. Danach bildete Anja Günther bis 2012 ein Duo mit Melanie Gernert.